# (33361) 1999 AU25
1999 AU25 (asteroide 33361) é um asteroide da cintura principal. Possui uma excentricidade de 0.19183520 e uma inclinação de 5.03734º.
Este asteroide foi descoberto no dia 15 de janeiro de 1999 por ODAS em Caussols.